# 晋州市第一中学
晋州市第一中學，簡稱晉州一中，位于中國河北省晋州市城区东部，是一所省级重点中学，也是河北省省級示範性高中，建校於1952年。校园占地268亩，分东、西两个校区，建筑面积7．9万平方米，283名教职工，60个教学班，在校生4200名。半个世纪以来，先后为国家培养了三万余名毕业生。一中的校训是“学达德彰”，现任校长是张建国。